# Resolutie 26 Veiligheidsraad Verenigde Naties
Resolutie 26 van de Veiligheidsraad van de Verenigde Naties werd op 4 juni 1947 unaniem goedgekeurd.

## Inhoud
De Veiligheidsraad had resolutie 88 van de Algemene VN-Vergadering van 19 november 1946 in overweging genomen, die de Algemene Vergadering de volgende regel oplegde:
Regel 99 A: Een algemene vergadering voor de verkiezing van de leden van het Internationaal Gerechtshof gaat door tot voor alle te verkiezen posten een absolute meerderheid is gestemd.
De Veiligheidsraad besloot in te stemmen met bovenstaande regel, en dezelfde regel in te voeren voor de Veiligheidsraad als Regel 61.

## Verwante resoluties
- Resolutie 9 Veiligheidsraad Verenigde Naties met de voorwaarden waaronder niet-lidstaten van het Internationaal Gerechtshof toch toegang krijgen tot dit Hof.

Lijst ·  16 ·  17 ·  18 ·  19 ·  20 ·  21 ·  22 ·  23 ·  24 ·  25 ·  26 ·  27 ·  28 ·  29 ·  30 ·  31 ·  32 ·  33 ·  34 ·  35 ·  36 ·  37